# Rahul Ranade
Rahul Ranade (nacido el 23 de mayo de 1966 en Pune), es un cantante y compositor indio, que ha compusto temas musicales para películas de cine hindi y marathi. Su trabajo en musicalización, también ha compuesto para series de  televisión, eventos de teatro, conciertos en hindi y marathi, componiendo música para ballets, anuncios y también para producir álbumes para otros artistas. Actualmente reside en su ciudad natal Pune.

## Asociación musical
Rahul ha sido uno de los pioneros de enganches para, componer temeas musicales para el teatro de su natal Pune.

## Vida personal
Rahul está casado con Meena Ranade. Ella tiene una empresa de marketing llamada B.Com/MBA, como las creaciones de Mirage. Rahul y Meena tienen dos hijos, Yash, que tiene 20 años y haciendo sus estudios de derecho y Jay, que tiene 16 años y cursa la escuela secundaria.